# Maxillaria ochroleuca
Maxillaria ochroleuca är en orkidéart som beskrevs av Conrad Loddiges och John Lindley. Maxillaria ochroleuca ingår i släktet Maxillaria och familjen orkidéer.

## Underarter
Arten delas in i följande underarter:
- M. o. longipes
- M. o. ochroleuca